# Нове Хрусти
Нове Хрусти (пол. Nowe Chrusty) — село в Польщі, у гміні Рокіцини Томашовського повіту Лодзинського воєводства.
Населення — 479 осіб (2011).
У 1975-1998 роках село належало до Пйотрковського воєводства.

## Демографія
Демографічна структура станом на 31 березня 2011 року:
|          | Загалом | Допрацездатний вік | Працездатний вік | Постпрацездатний вік |
| -------- | ------- | ------------------ | ---------------- | -------------------- |
| Чоловіки | 233     | 39                 | 167              | 27                   |
| Жінки    | 246     | 45                 | 137              | 64                   |
| Разом    | 479     | 84                 | 304              | 91                   |